# Lijst van brutoformules H30
Dit lemma is onderdeel van de lijst van brutoformules. Dit lemma behandelt de brutoformules die met dertig of meer waterstofatomen beginnen.

## H30
| Brutoformule                                      | Gewone formule                                            | Naam         |
| ------------------------------------------------- | --------------------------------------------------------- | ------------ |
| {\displaystyle {\ce {H30B6Na15O156Si42Sr12Zr14}}} | {\displaystyle {\ce {Na15Sr12Zr14Si42B6O138(OH)6.12H2O}}} | Bobtrailliet |

## H44
| Brutoformule                          | Gewone formule                            | Naam         |
| ------------------------------------- | ----------------------------------------- | ------------ |
| {\displaystyle {\ce {H44Al2FeO38S4}}} | {\displaystyle {\ce {FeAl2(SO4)2.22H2O}}} | Halotrichiet |

## H60
| Brutoformule                                | Gewone formule                                  | Naam     |
| ------------------------------------------- | ----------------------------------------------- | -------- |
| {\displaystyle {\ce {H60Al8Ca4NaO102Si28}}} | {\displaystyle {\ce {NaCa4Al8Si28O72.30(H2O)}}} | Stilbiet |

## H144
| Brutoformule                                    | Gewone formule                                           | Naam    |
| ----------------------------------------------- | -------------------------------------------------------- | ------- |
| {\displaystyle {\ce {H144Al23Ca10F3O146P7Si6}}} | {\displaystyle {\ce {Ca10Al23(SiO4)6(PO4)7O22F3.72H2O}}} | Viseiet |

## H186
| Brutoformule                                       | Gewone formule                                         | Naam        |
| -------------------------------------------------- | ------------------------------------------------------ | ----------- |
| {\displaystyle {\ce {H186Al19Ca5Mg3Na3O365Si117}}} | {\displaystyle {\ce {Na3Mg3Ca5Al19Si117O272.93(H2O)}}} | Gottardiiet |